# أسامة السبلاني
أسامة سبلاني (1955، فلاوي، بعلبك، لبنان)هو ناشر لبناني أمريكي ومؤسس ورئيس تحرير صدى الوطن وهي صحيفة أمريكية عربية تصدر من ولاية ميتشيغان الأمريكية باللغتين العربية والإنجليزية. يعتبر من المعبرين عن صوت الجالية العربية في الولايات المتحدة.

## نشأته
ولد في قرية فلاوي في قضاء بعلبك بلبنان. هاجر إلى الولايات المتحدة في 28 ديسمبر عام 1976 لمتابعة دراستة الجامعية، فحصل في 1979 على شهادة البكالوريوس.

## مسيرته
شغل منصب رئيس كونغرس المنظمات العربية الاميركية في ميشيغن في عام 2004-2005 والذي يضم 42 منظمة وجمعية وناد. وهو الآن عضو في هيئته التنفيذية. ويترأس حالياً اللجنة العربية الاميركية للعمل السياسي (ايباك).
عينه حاكم ولاية ميشيغن السابق جون انغلر عضواً في هيئة استشارية لشؤون العرب الاميركيين في الولاية، واعيد تعينه إلى الموقع ذاته من قبل حاكمة الولاية الحالية جنيفر غرانهولم.
له مساهمات في الوسائل الاعلامية الاميركية والعربية والعالمية. حضر السبلاني مراسم توقيع اتفاق أوسلو بين السلطة الفلسطينية وإسرائيل في 13 سبتمبر 1993 في البيت الأبيض، وذلك بدعوة من الرئيس الاميركي بيل كلينتون.

## الجوائز والتكريم
- قاعة مشاهير الصحافة في ميشيغن، أبريل 2013[4]

## الحياة الشخصية
هو متزوج من رجاء سكرية ولهما ابن واحد.